# Халязион
Халя́зион, или хала́зион, гра́дина (от др.-греч. χαλάζιον — градинка, узелок, затвердение) —  хроническое (в отличие от ячменя) пролиферативное воспаление края века вокруг мейбомиевой железы и(или) железы Цейса . Заболевание появляется при закупорке выходного канала железы и скопления в ней секреторной жидкости.
Халязион можно спутать с другим воспалительным заболеванием века — ячменём.

## Этиология
Халязион образуется из-за закупорки протоков железы Цейса или мейбомиевой железы (изменившихся в ходе эволюции потовых и сальных желёз), липидный секрет которых препятствует высыханию слезной жидкости с края века и поверхности глазного яблока. В результате закупорки протока железы в толще века появляется уплотнение, визуально похожее на узелок. Мейбомиевых желёз в одном веке более 150. Но закупорка протоки железы не всегда приводит к халязиону, чаще всего пробка прорывается самопроизвольно и халязион не образуется.
Халязион не опасен для жизни, но доставляет дискомфорт и в некоторых случаях может ухудшать зрение (типичный механизм ухудшения зрения — из-за давления халязиона на глазное яблоко возникает астигматизм и изображение на сетчатке становится частично нерезким).
Халязион часто возникает на фоне блефарита — воспаления кожи век. При этом точные причины возникновения халязиона неизвестны.
Халязион часто путают с инфекционным воспалением века (ячменём), хотя это разные заболевания с похожим симптомом (воспаление века). Ячмень — острое воспаление железы в веке, которое, как правило, вызвано размножением болезнетворных бактерий, а халязион — неинфекционное воспаление, он больше похож на доброкачественную опухоль.
Халязион поражает людей всех возрастных групп, в том числе детей, а чаще всего встречается у взрослых в возрасте 30—50 лет.

## Симптомы и патогенез
В первые два дня после возникновения уплотнения халязион похож на ячмень, в этот период симптомы у них схожи: раздражение и отёк века с умеренной болью.
Спустя 1—2 дня отёк спадает, на веке остаётся округлая безболезненная припухлость. Далее припухлость (халязион) медленно растёт, обычно приблизительно неделю. В редких случаях халязион продолжает расти более недели и, увеличиваясь в размерах, начинает давить на роговицу, что вызывает небольшое ухудшение остроты зрения. Также на внутренней поверхности века может образоваться красное или серое пятно. Если халязион вырос очень большим (около 5 мм или больше), он может стать болезненным.
На веке прощупывается плотное образование размером с небольшую градину (горошину), кожа над ним приподнята, подвижна, со стороны конъюнктивы отмечается участок гиперемии (покраснения) и зона сероватого цвета в центре. Пальпация может быть не очень болезненна, если не дошло до осложнений. Иногда происходит нагноение, тогда присоединяются признаки воспаления: боль, покраснение кожи век, может быть самопроизвольное вскрытие с выделением содержимого (гноя) со стороны конъюнктивы.
Диагноз ставится на основании клинической картины. Развивается халязион после ячменя, переохлаждения, при снижении защитных функций организма, также причиной возникновения халязиона могут быть простудные заболевания (особенно переохлаждение), ношение контактных линз и т. д. Также это может быть связано с тем, что у человека в принципе слишком жирная кожа: увеличенная продукция этой желёзки (секрет) может привести к закупорке слёзного оттока.

## Лечение
Приблизительно в четверти случаев халязион проходит без лечения, самопроизвольное выздоровление длится от нескольких недель до полугода.
Первая линия терапии халязиона — консервативное лечение, прежде всего — горячие компрессы с последующим массажем края века (температура компресса — комфортная для пациента). Нагревание и массаж помогают устранить закупорку протоки железы.
Вторая линия терапии — инъекции стероидов с целью уменьшить воспаление. Местное применение антибиотиков не даёт эффекта в лечении, однако в России врачи нередко их назначают.
Оперативное лечение применяется в случае, когда консервативное лечение крупного халязиона не даёт результата более полугода или возникает нагноение (халязион переходит в инфекционный процесс), а также в случае частых рецидивов. Радикальное лечение чаще показано при халязионе верхнего века, а консервативное — нижнего.
У взрослых операцию проводят под местной анестезией, чаще всего амбулаторно, у детей — под общей анестезией в стационаре из-за того, что ребёнок не может себя контролировать во время операции.
У взрослых продолжительность операции составляет около 20 минут.
Техника проведения операции — разрез и кюретаж (выскабливание).
В случае рецидива халязиона, произошедшего после операции, пациенту требуется консультация терапевта для поиска причины. Среди возможных причин рецидивирующего халязиона — кожные заболевания, а в редких случаях — злокачественная опухоль.